# Ga công viên Chatuchak MRT
Ga công viên Chatuchak (tiếng Thái: สถานีสวนจตุจักร, RTGS: Sathani Suan Chatuchak, phát âm [sā.tʰǎː.nīː sǔa̯n t͡ɕàʔ.tùʔ.t͡ɕàk]) là một ga Bangkok MRT trên MRT Tuyến xanh dương. Nó nằm bên dưới phía Đông của Công viên Chatuchak. Nó còn nằm gần lối thoát phía Đông của Chợ Chatuchak. Nó là một ga chuyển đổi quan trọng của phía Bắc Băng Cốc bởi vì hành khách có thể liên kết đến BTS Tuyến Sukhumvit tại Ga Mo Chit. Tuyến có màu      xanh dương.